# Helius infirmus
Helius infirmus là một loài ruồi trong họ Limoniidae. Chúng phân bố ở miền Cổ bắc.